# Mohammad Javad Zarif
Mohammad Javad Zarif (Teheran, 7 januari 1960) is een Iraans diplomaat, hoogleraar en politicus. Van 2002 tot 2007 vertegenwoordigde Zarif zijn land bij de Verenigde Naties. Tussen 2013 en 2021 was hij minister van Buitenlandse Zaken onder president Hassan Rohani.

## Leven en werk
Zarif woonde en studeerde vanaf zijn 17e levensjaar in de Verenigde Staten, waar hij diploma's behaalde aan de San Francisco State University en de Universiteit van Denver. In 1982 werd hij aangesteld als lid van de Iraanse delegatie bij de Verenigde Naties. Van 1992 tot 2002 was Zarif onderminister van Buitenlandse Zaken en aansluitend ambassadeur bij de VN. Daar diende hij in 2007 zijn ontslag in.
Zarif is actief geweest als hoogleraar aan de Universiteit van Teheran en de Islamitische Azad-universiteit.
Op 4 augustus 2013 nomineerde de verkozen president Rohani Zarif als minister van Buitenlandse Zaken. Het parlement bevestigde de aanstelling. Op 5 september 2013 stelde Zarif op Twitter dat hij, in tegenstelling tot voormalig president Mahmoud Ahmadinejad, de Holocaust niet ontkende. Op 27 september ontmoette hij zijn Amerikaanse evenknie John Kerry – het eerste directe contact op het hoogste niveau tussen Iran en de Verenigde Staten in zes jaar tijd.
In februari 2019 diende Zarif zijn ontslag in, maar dat werd niet aanvaard door president Rohani. Met het aantreden van een nieuwe regering werd Zarif in augustus 2021 opgevolgd door Hossein Amir-Abdollahian. 
Mohammad Javad Zarif was tussen 1 augustus 2024 en 11 augustus 2024 vice-president van de Islamitische Republiek Iran voordat hij aftrad.
- Gemeinsame Normdatei: 1052153208
- International Standard Name Identifier: 0000 0004 2064 7012
- Library of Congress Control Number: no2013132729
- Virtual International Authority File: 305457343
- WorldCat: E39PBJd89ywDFqjbHFR9GMqG73